# Aphaobiella
Aphaobiella é um género de besouro pertencente à família Leiodidae.
Espécies:
- Aphaobiella budnarlipoglavseki (Pretner, 1949)
- Aphaobiella kofleri Giachino, 2016
- Aphaobiella mlejneki Moravec, 1996
- Aphaobiella tisnicensis (Pretner, 1949)